# Конак капетан Мишино здање
44° 27′ 54″ С; 22° 08′ 58″ И / 44.465137° С; 22.14945° И
Конак капетан Мишино здање је кућа Мише Анастасијевића, представља споменик народног градитељства које се налази у Доњем Милановцу.
Кућа је саграђена у првој половини 19. века, а 1970. године (у време изградње ХЕ Ђердап 1), пресељена је на нову локацију, на плато крај Милановачког кеја, где се налази и Тенкина кућа и споменик Капетану Миши Анастасијевићу. 
Конак је изграђен као четвороводна спратна грађевина у стилу традиционалне куће поречког краја, димензија основе 13x13,1m, са каменим приземљем висине 2,5m. Улаз је на северозападној, дунавској страни објекта. Спољним дрвеним степеништем приступа се трему и спратном делу. Прозори су двокрилни и дупли, са металном решетком. Кров са четири димњака покривен је ћерамидом. Приликом реконструкције, очуван је аутентичан изглед и ентеријер.
Конак је у власништву Хотела „Лепенски Вир”.